# 雅州
雅州（がしゅう）は、中国にかつて存在した州。隋代から清代にかけて、現在の四川省雅安市一帯に設置された。

## 隋代
605年（大業元年）、隋により雅州が置かれた。607年（大業3年）に州が廃止されて郡が置かれると、雅州は臨邛郡と改称され、下部に9県を管轄した。隋代の行政区分に関しては下表を参照。
| 隋代の行政区画変遷 | 隋代の行政区画変遷         | 隋代の行政区画変遷 | 隋代の行政区画変遷 | 隋代の行政区画変遷 | 隋代の行政区画変遷 | 隋代の行政区画変遷 | 隋代の行政区画変遷                                             |
| 区分               | 開皇元年                   | 開皇元年           | 開皇元年           | 開皇元年           | 開皇元年           | 区分               | 大業3年                                                        |
| ------------------ | -------------------------- | ------------------ | ------------------ | ------------------ | ------------------ | ------------------ | -------------------------------------------------------------- |
| 州                 | 邛州                       | 邛州               | 邛州               | 邛州               | 黎州               | 郡                 | 臨邛郡                                                         |
| 州                 | 大業元年、雅州に統合される |                    |                    |                    |                    | 郡                 | 臨邛郡                                                         |
| 郡                 | 蒙山郡                     | 蒲陽郡             | 臨邛郡             | 臨原郡             | 沈黎郡             | 県                 | 厳道県 名山県 依政県 臨邛県 蒲江県 臨渓県 盧山県 沈黎県 漢源県 |
| 県                 | 始陽県 名山県              | 依政県             | 臨邛県             | 広定県 臨渓県      | 沈黎県             | 県                 | 厳道県 名山県 依政県 臨邛県 蒲江県 臨渓県 盧山県 沈黎県 漢源県 |

## 唐代
618年（武徳元年）、唐により臨邛郡は雅州と改められた。742年（天宝元年）、雅州は盧山郡と改称された。758年（乾元元年）、盧山郡は雅州の称にもどされた。雅州は剣南道に属し、厳道・盧山・名山・百丈・栄経の5県を管轄した。

## 宋代
宋のとき、雅州は成都府路に属し、厳道・盧山・名山・百丈・栄経の5県と44羈縻州を管轄した。

## 元代
1258年、モンゴル帝国が雅州を攻撃すると、石泉守将の趙順が雅州の州城ごとモンゴル帝国に降伏した。元のとき、雅州は陝西等処行中書省に属し、厳道・名山・百丈・栄経・盧山の5県を管轄した。

## 明代以降
明のとき、雅州直隷州は四川省に属し、名山・栄経・蘆山の3県を管轄した。
1729年（雍正7年）、清により雅州直隷州は雅州府に昇格した。雅州府は四川省に属し、雅安・名山・栄経・蘆山・清渓・天全州・董卜韓胡宣慰司の1州5県1土司を管轄した。
1913年、中華民国により雅州府は廃止された。